# 北九州高速5号線

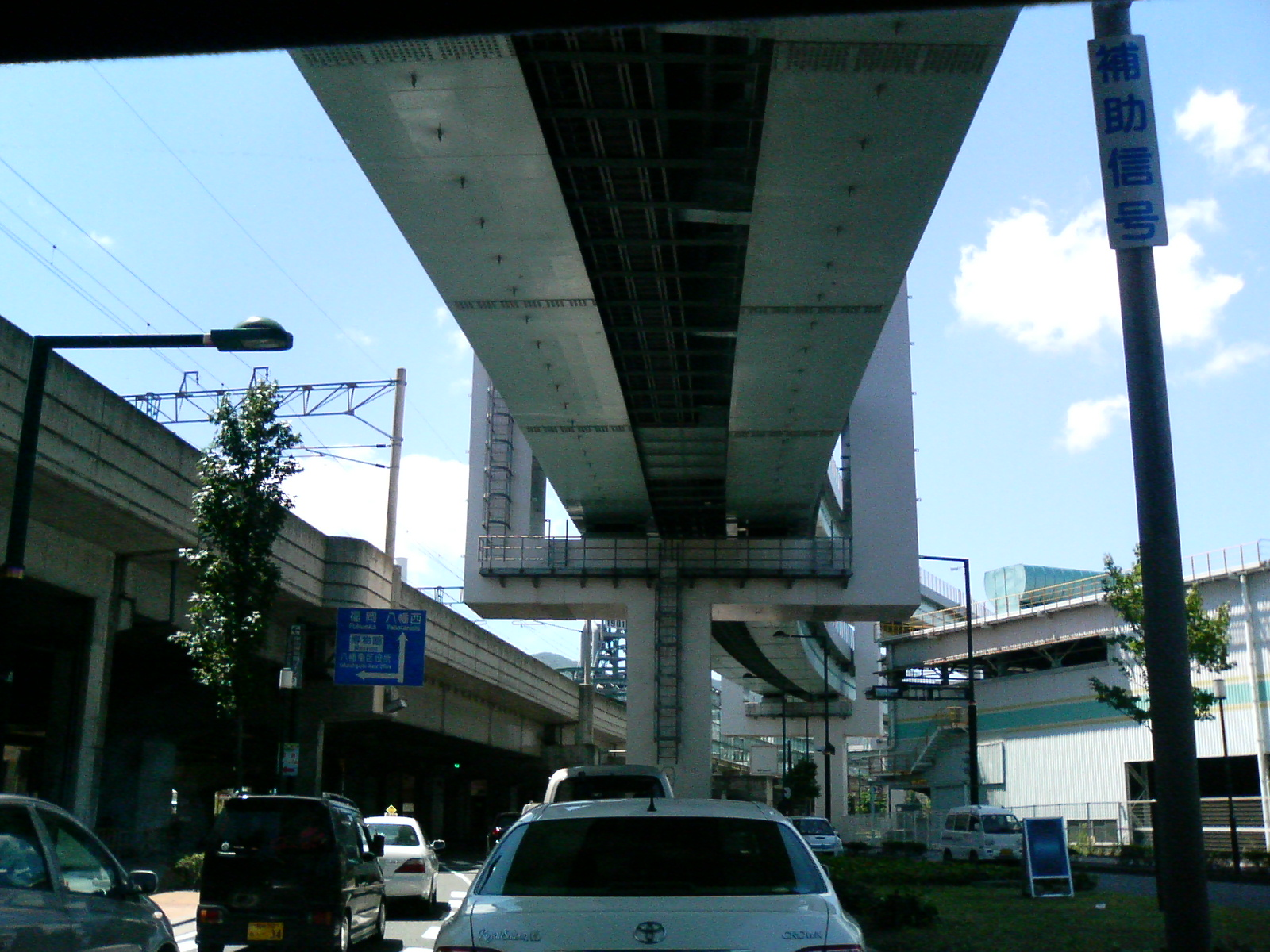
北九州高速5号線
スペースワールド駅付近、隣はJR鹿児島本線

北九州高速5号線（きたきゅうしゅうこうそく5ごうせん、Route 5）は、福岡県北九州市戸畑区の若戸JCT（仮称）から八幡東区の大谷JCTへ至る北九州高速道路の路線である。
枝光出入口 - 大谷JCT間は北九州博覧祭2001の開催に合わせて開通した。若戸JCT（仮称） - 枝光出入口間は、北九州市の街路事業「都市計画道路戸畑枝光線」と福岡北九州高速道路公社の有料道路事業との合併施行方式にて整備されており、2025年に牧山出入口 - 枝光出入口間が開通、残る若戸JCT - 牧山出入口間の開通により北九州高速2号線と直結する予定。

## 接続高速道路
- 北九州高速2号線 （若戸JCTで接続・予定）
- 北九州高速4号線 （大谷JCTで接続）

## 出入口など
- 全区間北九州市に所在。
- 施設名欄の背景色が■である部分は施設が供用開始されていない、又は完成していない事を示す。なお、未開通の出入口/JCT名は仮称である。
- 路線名の特記がないものは市道。

| 出入口番号          | 施設名     | 接続路線名              | 起点から (km) | 備考                       | 所在地   |
| ------------------- | ---------- | ----------------------- | ------------- | -------------------------- | -------- |
| 北九州高速道路2号線 |            |                         |               |                            |          |
|                     | 若戸JCT    | 若戸トンネル            | 0.0           |                            | 戸畑区   |
| 503                 | 牧山出入口 |                         | 1.7           |                            | 戸畑区   |
| 504 505             | 枝光出入口 | 福岡県道50号八幡戸畑線  | 4.4           | 戸畑方面入口はETC専用      | 八幡東区 |
| 506                 | 東田出入口 | 国道3号（黒崎バイパス） |               | 大谷方面出入口のみ         | 八幡東区 |
| TB                  | 東田TB     |                         |               | 本線料金所（大谷方面のみ） | 八幡東区 |
| (409)               | 大谷JCT    | 4号線                   | 6.8           |                            | 八幡東区 |

## 歴史
- 2001年（平成13年）7月2日 : 枝光出入口 - 大谷出入口間開通。
- 2010年（平成22年）12月15日 : 東田出入口供用開始。
- 2012年（平成24年）9月30日 : 東田ランプにて国道3号（黒崎バイパス）と直結[2]。
- 2025年（令和7年）3月1日 : 牧山出入口 - 枝光出入口間開通[1][3]。

### 予定
- 2033年度（令和15年度） : 若戸JCT - 牧山出入口間開通[3]

## 都市計画道路戸畑枝光線としての整備
都市計画道路戸畑枝光線（としけいかくどうろとばたえだみつせん）は、福岡県北九州市戸畑区の若戸ジャンクション（仮称）から同市八幡東区の枝光出入口へ至る都市計画道路である。都市計画法に基づく都市計画道路事業名称は北九州都市計画道路1・4・9号戸畑枝光線。
若戸JCT - 枝光出入口間は当初北九州高速5号線として計画され、北九州高速道路を環状化する予定であった。しかし、枝光出入口 - 大谷JCT間が開通した時点でそれより北の区間の建設は中断し、2004年の北九州高速道路の整備計画の変更により都市高速道路としての整備は行われないこととなった。そこで、北九州市は当区間を市道として建設することを決定し、2010年に都市計画決定が変更されて独立の都市計画道路に指定された。平成23（2011）年度に国土交通省の補助を受け牧山 - 枝光間が第1期区間として事業化され、2011年12月2日に福岡県が都市計画道路事業を認可した。2014年度に残る戸畑 - 牧山間が第2期区間として事業化され、2014年10月21日に福岡県が都市計画道路事業を認可した。
2022年1月から、開通後に北九州市の道路維持費予算が逼迫することが見込まれることなどから、当区間について有料道路事業（福岡北九州高速道路公社）と街路事業（北九州市）の合併施行方式で整備を行い、当初の計画どおり北九州高速道路に組み入れることについて検討が進められた。北九州市などにおいて都市計画変更、有料道路事業認可などの手続を経て有料化が決定され、2023年4月5日に福岡北九州高速道路公社が「北九州高速5号線延伸（戸畑枝光線）」として有料道路事業に着手した。第1期区間は2023年度に開通予定とされていたが、擁壁の変位により1年延期され、2025年3月1日に開通した。第2期区間は2033年度に事業完了予定である。

## 交通量
24時間交通量（台）　道路交通センサス
| 区間                    | 平成17（2005）年度 | 平成22（2010）年度 | 平成27（2015）年度 |
| ----------------------- | ------------------ | ------------------ | ------------------ |
| 枝光出入口 - 東田出入口 | 4,815              | 5,260              | 16,996             |
| 東田出入口 - 大谷JCT    | 4,815              | 5,260              | 16,996             |

（出典：「平成22年度道路交通センサス」・「平成27年度全国道路・街路交通情勢調査」（国土交通省ホームページ）より一部データを抜粋して作成）
- 2020年（令和2年）度に実施予定だった交通量調査は、新型コロナウイルスの影響で延期された[10]。

## 参考
- 新規事業採択時評価結果（平成23年度新規事業化箇所） 事業名・地域高規格道路 北九州高速道路 都市計画道路 戸畑枝光線(牧山ランプ〜枝光ランプ)  (PDF)  - 国土交通省都市・地域整備局街路交通施設課